# 159629 Brunszvik
159629 Brunszvik è un asteroide della fascia principale. Scoperto nel 2002, presenta un'orbita caratterizzata da un semiasse maggiore pari a 2,3090218 au e da un'eccentricità di 0,2624251, inclinata di 5,65169° rispetto all'eclittica.
L'asteroide è dedicato alla contessa Teréz Brunszvik che fondò la prima scuola dell'infanzia dell'Ungheria e dell'Impero austriaco e che dedicò la sua esistenza al sostegno e alla diffusione dell'educazione dei bambini in età prescolare.